# Innereien

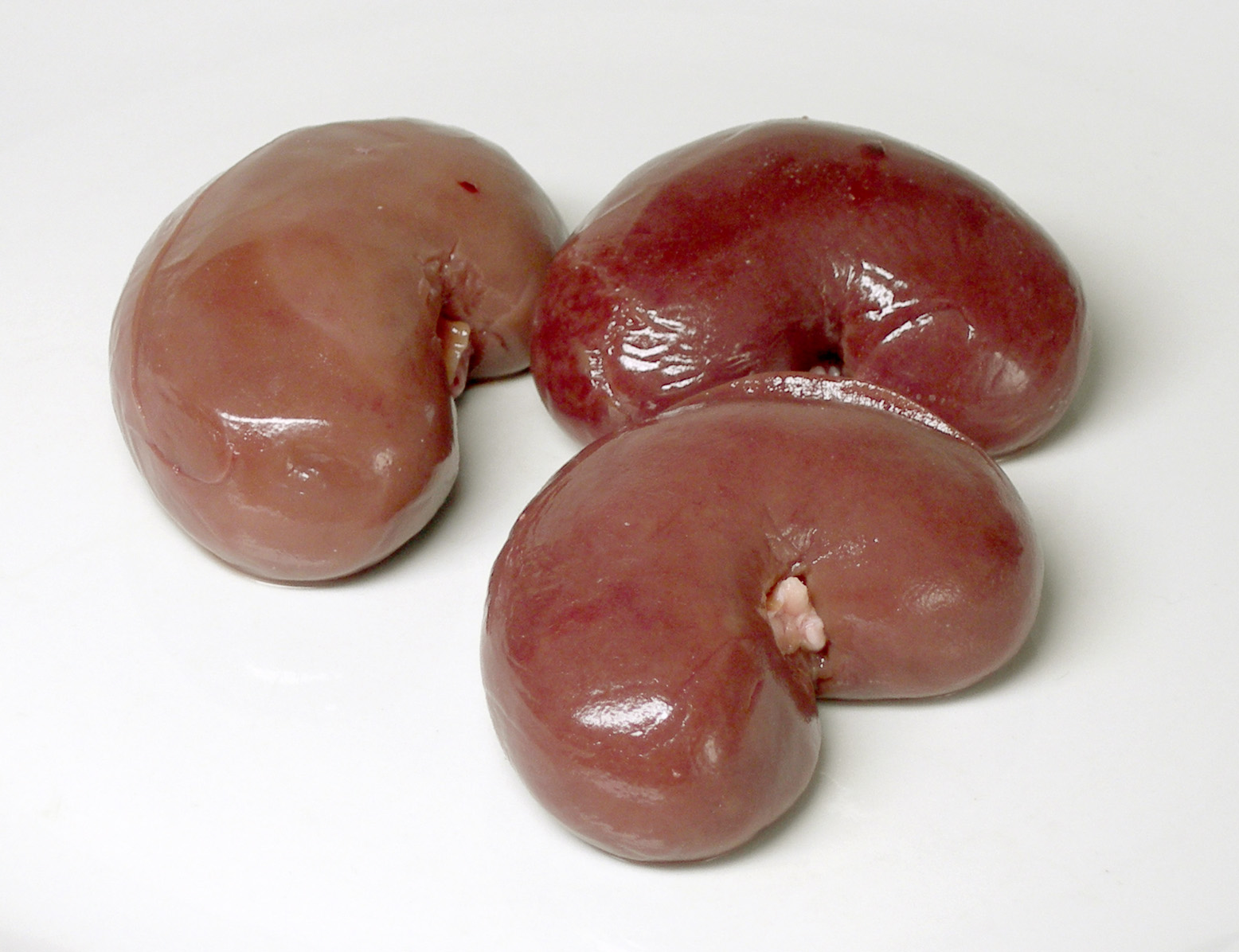
Rohe Nieren vom Lamm

Innereien ist der küchensprachliche Sammelbegriff für die essbaren inneren Organe von Schlachttieren, Wild und Geflügel. Die wichtigsten Innereien sind Herz, Leber, Niere, Zunge, Magen, Kalbsbries (seltener Lammbries), Kutteln, Hirn, Euter und Lunge. In Bayern und Österreich wird auch das Zwerchfell als „Kronfleisch“ angeboten. In einigen Ländern werden die Hoden verschiedener Tiere gegessen, vor allem von Stieren und Lämmern. Im weiteren Sinne zählen auch Mark sowie Blut zu den Innereien. Innereien sind reich an Vitaminen und Nährstoffen, jedoch roh leicht verderblich. Sie sind Bestandteil vieler klassischer Gerichte und verschiedener Würste, z. B. von Leberwurst und Blutwurst; die französischen Wurstsorten Andouille und Andouillette bestehen ausschließlich aus Innereien.
Traditionell wurden nach der Schlachtung von Tieren alle verwertbaren Teile in irgendeiner Weise verarbeitet und gegessen – und nicht nur in armen Haushalten. Einiges, was heute nicht mehr als essbar gilt, war früher eine Delikatesse. Da Innereien allgemein aber für weniger wertvoll und nahrhaft gehalten wurden als das Muskelfleisch, wurden sie des Öfteren an Suppenküchen für Arme verschenkt, was sie im Laufe der Zeit als typische Armenkost erscheinen ließ. Vor diesem Hintergrund wurden Personen, die auf die Ernährung mit Innereien angewiesen waren, seit dem späten Mittelalter abfällig als Kaldaunenschlucker bezeichnet.
Heutzutage finden Innereien in Deutschland (mit Ausnahme von Bayern, Baden-Württemberg und Rheinland-Pfalz), in England und vor allem in den Vereinigten Staaten nur noch selten Verwendung in der Küche. Die Ablehnung ist nicht gegen alle Innereien gleich stark; etwas, das von weiten Bevölkerungskreisen entschieden abgelehnt wird, kann von einer Minderheit gleichzeitig als Delikatesse angesehen werden, zum Beispiel Kalbsbries. In den Vereinigten Staaten werden Innereien besonders stark gemieden und stellen fast ein Nahrungstabu dar.
Der Großteil der Innereien wird heute in der Lebensmittelindustrie, vor allem bei der Wurstherstellung, verarbeitet. Der Direktverbrauch ging in Deutschland in den Jahren 1985 bis 2003 um über 70 Prozent von 2,1 kg auf 600 g pro Jahr und Person zurück, während der Fleischverbrauch im gleichen Zeitraum nur einen Rückgang von rund 66 kg auf 61 kg aufwies.

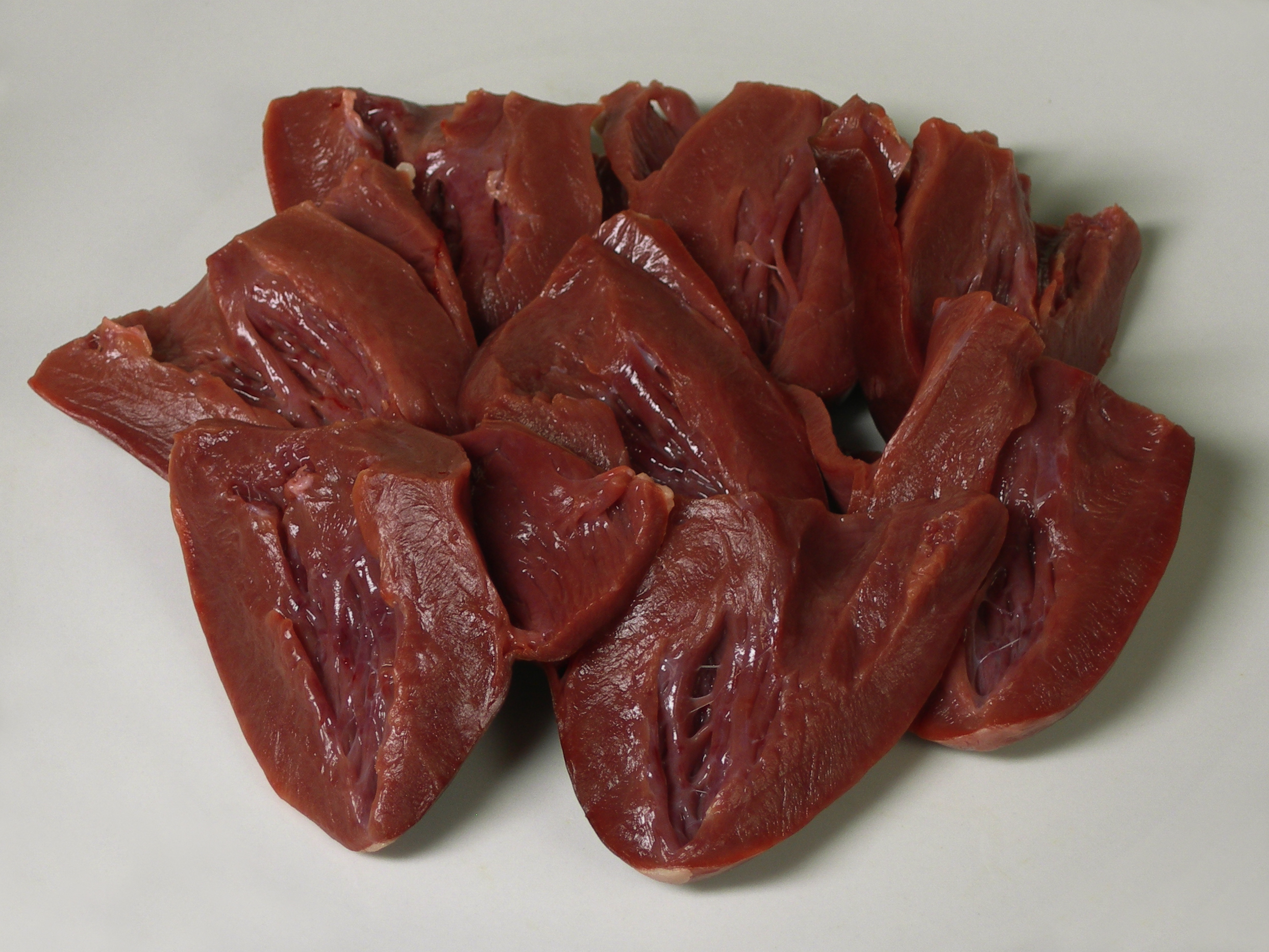
Rohe Herzen von Puten (halbiert und geputzt)
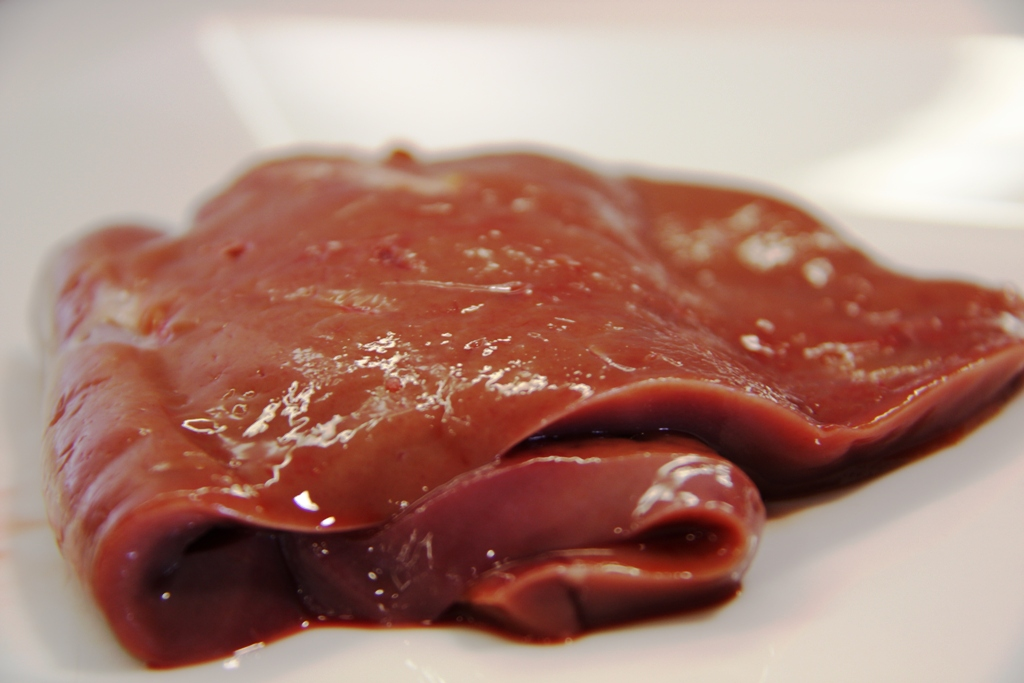
Rohe Leber vom Kalb (pariert)
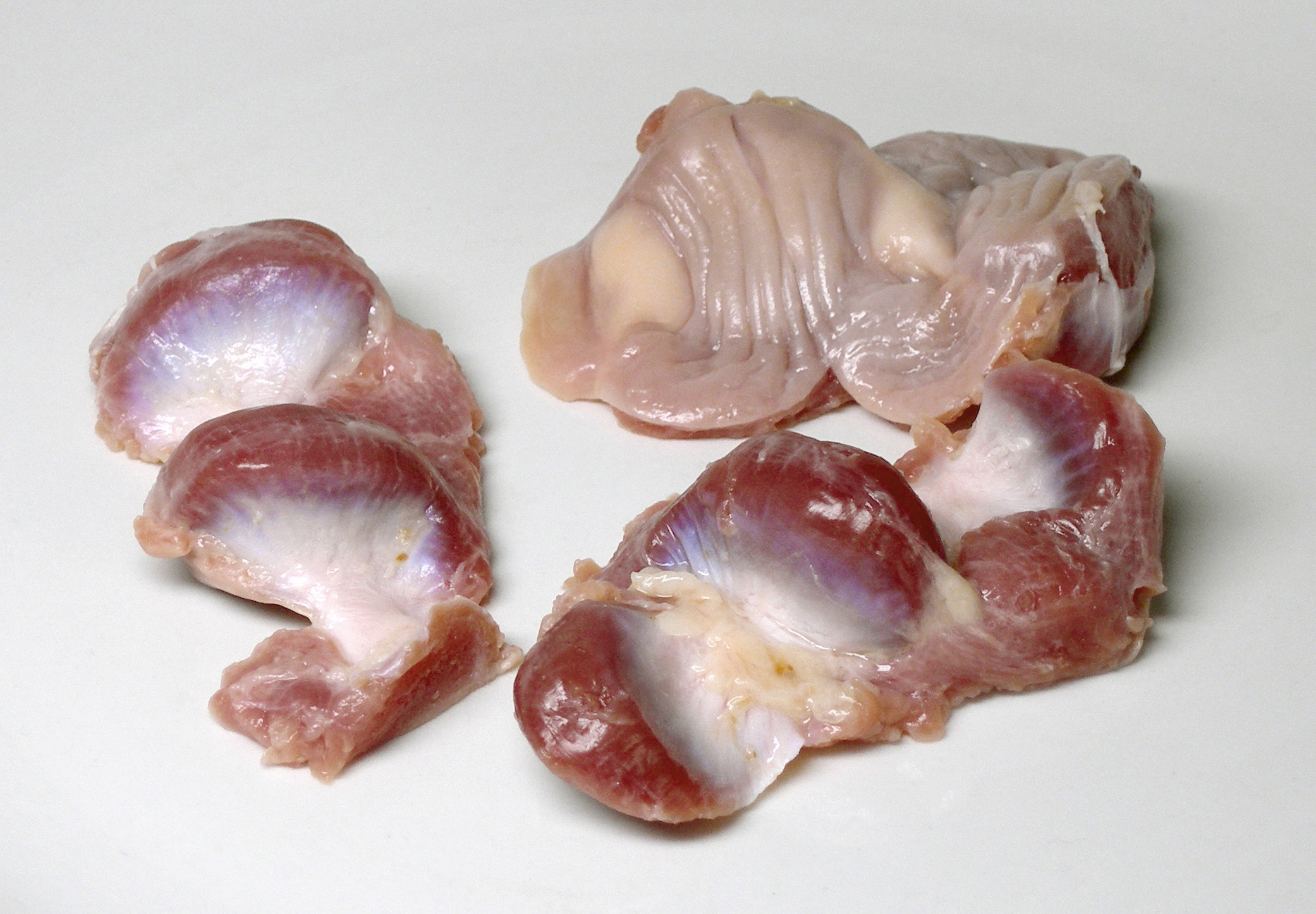
Rohe Mägen vom Huhn (geöffnet, Innenwand entfernt)
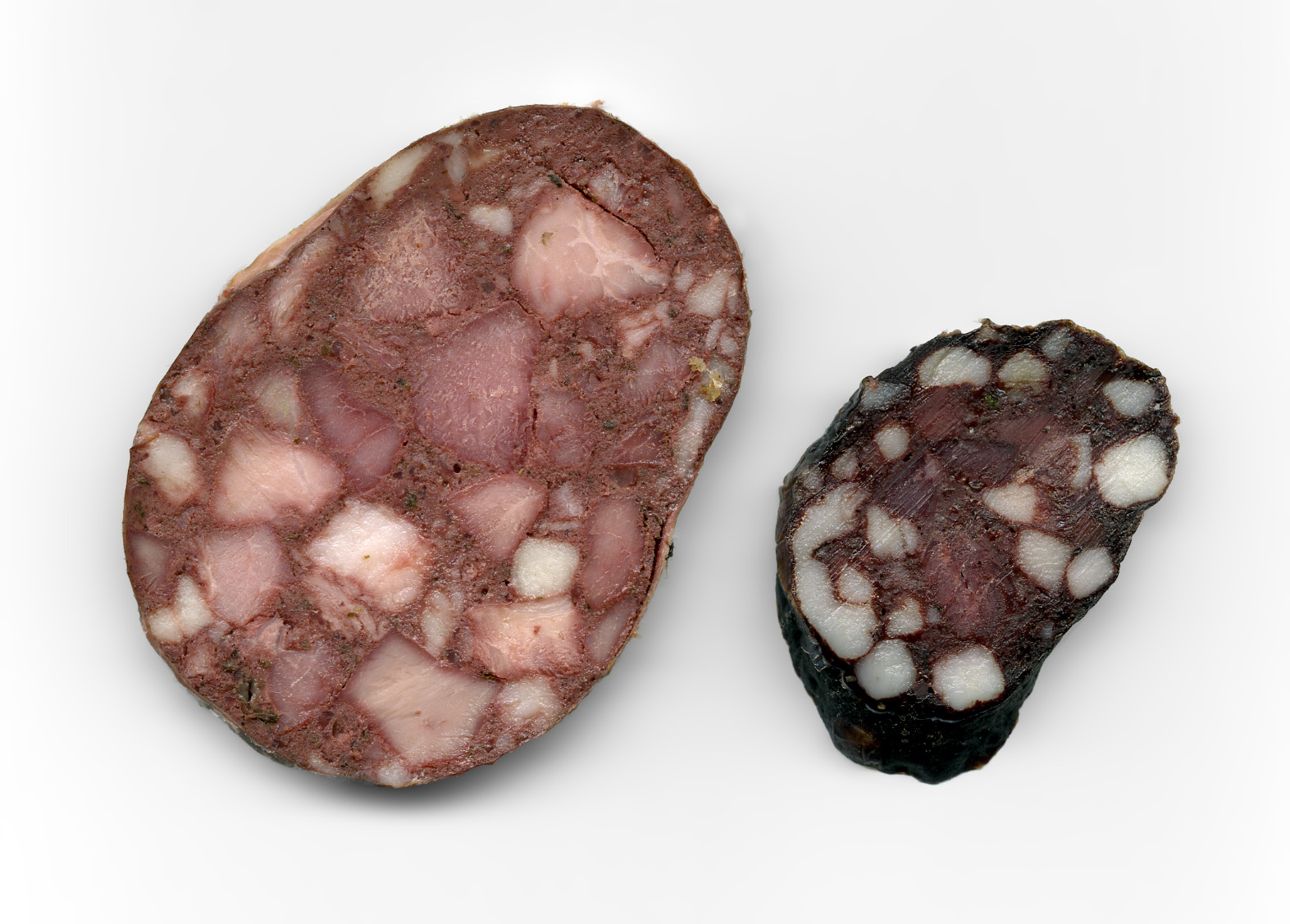
Geräucherte frische Blutwurst mit Fleisch, rechts getrocknete Blutwurst mit Speck aus Hessen